# Hanns Fay

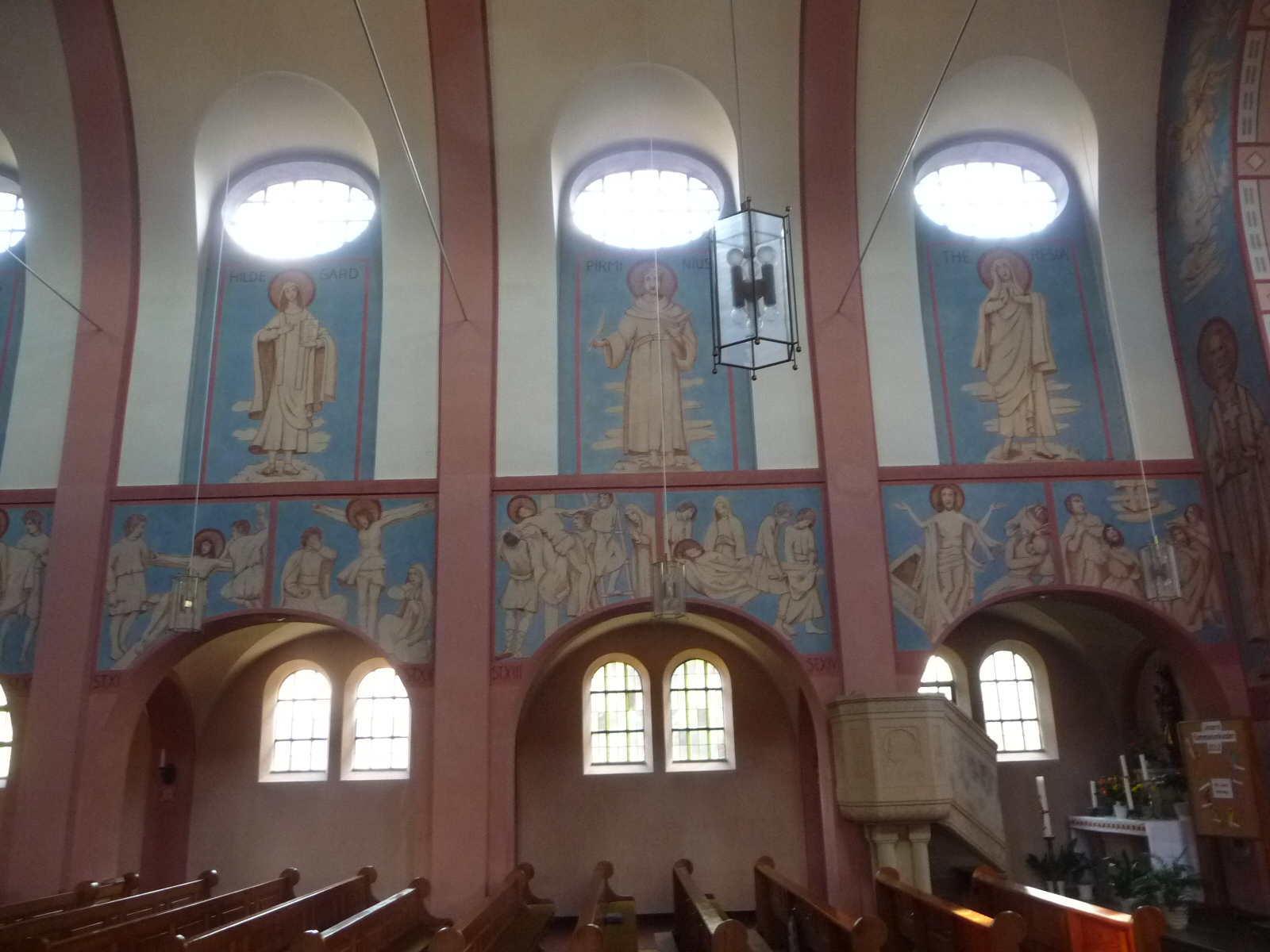
Wandgemälde von Hanns Fay, katholische Pfarrkirche Ramsen

Hanns Fay (* 24. Juni 1888 in Frankenthal; † 28. Oktober 1957 in Neustadt an der Weinstraße) war ein deutscher Maler.

## Leben
Hanns Fay begann sein künstlerisches Schaffen als Tüncher und Dekorationsmaler in seiner Geburtsstadt Frankenthal.
In den Jahren 1906 bis 1911 arbeitete er als Dekorationsmaler in Berlin. Abgesehen von einem kurzen Besuch bei einem kaiserlichen Hofmaler blieb er Autodidakt. Am meisten gegeben hat ihm nach dem Urteil Berthold Rolands „vielleicht Albert Haueisen in der Form und Max Slevogt in der malerischen Vitalität“.
Nach seiner Heirat zog er 1914 nach Speyer. In dieser Zeit war Fay Mitglied des Bundes Pfälzer Künstler, entwarf 1925 Notgeldscheine für die Stadt sowie eine Briefmarke mit dem Speyerer Dom und gestaltete Wanddekorationen in öffentlichen Gebäuden in Speyer und Umgebung.
Im Jahr 1927 malte er die Kirche in Ramsen aus.
Von Existenzängsten geplagt, erhoffte sich Fay durch die Machtübernahme der Nationalsozialisten ökonomische Verbesserung. Er zog 1933 nach Neustadt an der Weinstraße, wo er Geschäftsführer der Nachfolgeorganisation des Pfälzischen Kunstvereins wurde. Bilder aus jener Zeit, wie „Arbeitsmänner“, „Fackelträger“ oder „Bannerträger“, entsprachen dem Stil der braunen Machthaber. Zum 1. Mai 1933 trat er der NSDAP bei (Mitgliedsnummer 3.265.272).
Gegen Ende seiner künstlerischen Entwicklung wurde Fays Malweise immer eigenständiger und freier, sodass man von „expressivem Realismus“ sprechen kann. In seinen späten Landschaften und Blumenstillleben entstanden Farbkompositionen, die an sein Vorbild Lovis Corinth erinnern und zum Besten gehören, was die Pfälzer Malerei dieser Zeit aufzuweisen hat. Wie Berthold Roland ihm nach gerühmt hat, war Fay „ein pfälzischer Maler im Vollsinn des Wortes; er war geradezu repräsentativ für pfälzisches künstlerisches Wollen. In seinen Bildern hat er zumeist ein hohes Lied auf das Leben, auf die Lebensfreude, angestimmt. Seine Bilder gehören eigentlich immer in eine strahlend-vitale, eine blühend-gesunde, eine heitere, eine heile Welt, – und das ganz unbeschadet seiner eigenen Lebenssituation. Fay ist ein pfälzischer Impressionist, ein Impressionist der dionysischen pfälzischen Weinlandschaft und ihrer Menschen gewesen“.
Bis zu seinem Tod 1957 lebte Fay in Neustadt an der Weinstraße. Er wurde am 31. Oktober 1957 auf dem Hauptfriedhof in Neustadt a. d. W. beigesetzt. Seine Grabstätte wurde im Jahre 2004 geräumt und kann nicht mehr besucht werden.
Ausstellungen seiner Gemälde gab es u. a. in Stuttgart, Berlin, Hamburg, Mannheim, Kaiserslautern und Speyer. In Neustadt a.d. W. und Frankenthal trägt je eine Straße seinen Namen.
Wegen der Seltenheit der Namensform „Hanns“ wird sein Name sehr oft auch „Hans“ Fay geschrieben. Auch er selbst hat viele seiner Arbeiten so signiert.
Hanns Fay ist der Vater des Piloten und Bildhauers Hans Bruno Fay (1914–1981), der u. a. dadurch bekannt wurde, dass er – aufgrund seiner anti-nationalsozialistischen Überzeugung – als Werkspilot bei Messerschmitt gegen Ende des Zweiten Weltkrieges mit einer fabrikneuen Me 262 zu den Amerikanern überlief, wodurch die Alliierten erstmals eine solche Maschine in die Hände bekamen.

## Werke (Auswahl)
- Speyer, Blick auf den Dom (um 1925)
- Bildnis Lea (1928)
- Spätsommerliche Partie in der Pfalz, Öl/Platte, 84 × 110 cm (1942)
- Weite Landschaft, Öl/Lw., 74 × 111 cm
- Blumenstilleben, Öl/Platte, 58 × 58 cm
- Blumenstrauß in Vase, Öl/Platte, 110 × 83 cm
- Blumenstrauß in Vase, Öl/Lw., 70 × 60 cm
- Blumenstilleben mit Lilien und Gladiolen, Öl/Lw., 99 × 66 cm (1950)
- Blumenstilleben, Öl/Lw., 100 × 70 cm